# 新庄市立沼田小学校
新庄市立沼田小学校（しんじょうしりつ ぬまたしょうがっこう）は、山形県新庄市にあった公立小学校。

## 概要
新庄市内の市街地の北側に位置していた。

## 沿革
- 1902年（明治35年）
  - 6月19日 - 沼田尋常小学校創立、設置許可　84.5坪の校舎を建設
  - 12月16日 - 新庄小学校より尋常1,2年127人を移して授業を開始
- 1903年（明治36年）3月31日 - 上山崎尋常小学校と統合
- 1908年（明治41年）11月1日 - 太田、月岡、野中の3校を合併し、本校11学級野中分教場1学級となる。
- 1909年（明治42年） - 下西山を新庄小学校学区に変更編入
- 1911年（明治44年） - 野中分教場を廃止
- 1912年（明治45年） - 小泉、野中に冬季分教場を設置
- 1919年（大正8年） - 実業補修学校を併設
- 1920年（大正9年） - 高等科を設置し、沼田尋常高等小学校に改称。
- 1937年（昭和12年） - 北辰小学校が新設、学区一部変更
- 1941年（昭和16年） - 沼田国民学校に改称
- 1947年（昭和22年） - 沼田小学校に改称
- 1948年（昭和23年）7月31日 - 泉ヶ丘分校開設、1 - 3年の常設分校となる
- 1964年（昭和39年）3月20日 - 新校舎に移転
- 1965年（昭和40年）5月31日 - 新校舎竣工落成
- 1984年（昭和59年）7月19日 - 沼田小学校専用のプール完成
- 1989年（平成元年） - 校舎大規模改修終了
- 2001年（平成13年） - 泉ヶ丘分校閉校
- 2021年（令和3年） 3月31日 - 北辰小学校、明倫中学校と統合して小中一貫校の新庄市立明倫学園が開校するため、閉校。[1]

## 教育目標
- ひとみ輝き、夢をはぐくむ、たくましい子どもの育成

## 通学区域
- 本町4番、5番10号から39号まで、5番44号、6番、7番、沼田町(ただし、2番3号から10号までを除く。)、大手町2番52号から56号まで、4番7号から29号まで、5番7号から53号まで、住吉町4番18号から40号まで、5番5号から22号まで、6番3号から29号まで、7番8号から21号まで、北町、万場町、常葉町、石川町、谷地小屋、西町、上西山、滝ノ倉、冷水沢、泉ヶ丘、円満寺町、木栄町、関屋、東天町、三本橋、東本町、中山町、上茶屋町、中道町、明倫通り、桧町[3]

## 進学先の中学校
- 卒業生が公立中学校を選択する場合は、明倫中学校へ進学した[3]。